# Stazione di Albisola
Stazione di Albisola vasútállomás Olaszországban, amely Albisola Superiore és Albissola Marina településeket szolgálja ki.

## Vasútvonalak
Az állomást az alábbi vasútvonalak érintik:
- Genova–Ventimiglia-vasútvonal

## Kapcsolódó állomások
A vasútállomáshoz az alábbi állomások vannak a legközelebb:
- Stazione di Savona
- Stazione di Celle Ligure